# L'Assassin de la rue Paradis
Pour plus de détails, voir Fiche technique et Distribution.
L'Assassin de la rue Paradis (titre italien : Lo scocciatore (Via Padova 46)) est un film italien réalisé par Giorgio Bianchi et sorti en 1954.
Considérée comme perdue pendant de nombreuses années, la pellicule est retrouvée en 2003 par la Cinémathèque de Bologne.

## Synopsis
À Rome, dans les premières années de l'après-guerre, l'employé Arduino Buongiorno mène une vie monotone et répétitive entre une femme hypocondriaque, une belle-sœur autoritaire, un beau-frère aspirant inventeur. Au travail, cela ne va guère mieux : il est prix entre un directeur soupçonneux et un collègue vaniteux.
Un dimanche après-midi, il rencontre par hasard une fascinante étrangère, en réalité une belle entraîneuse. Le rendez-vous qui est fixé au 46 de la via Padova se révèle bien différent de celui qu'a imaginé l'apprenti Don Juan : la femme est assassinée quelques minutes avant son arrivée. Bien qu'innocent, Arduino se pense soupçonné par les forces de l'ordre. À bout de nerfs, il confesse l'homicide qu'il n'a pas commis.

## Fiche technique
- Titre original : 	Lo scocciatore (Via Padova 46)
- Titre français : L'Assassin de la rue Paradis ou Monsieur Arthur, vierge et martyr[1]
- Réalisateur :	Giorgio Bianchi
- Sujet : Aldo De Benedetti
- Scénario : Aldo De Benedetti, Fede Arnaud, Leopoldo Trieste, Giorgio Bianchi
- Maison de production : Edo Film
- Distribution : RANK Film (Italie)
- Photographie : Carlo Montuori, G. R. Aldo
- Montage : Adriana Novelli
- Musique : Nino Rota, direction Franco Ferrara
- Scénographie : Saverio D'Eugenio
- Truquage : Antonio Marini
- Durée : 78 min
- Données techniques : Noir et blanc
- Genre : comique
- Pays de production :  Italie
- Dates de sortie :
  - Italie : 18 novembre 1953
  - France : 5 janvier 1955[1]

## Distribution
- Peppino De Filippo : Arduino Buongiorno
- Alberto Sordi : Gianrico, le casse-pieds (lo scocciatore)
- Giulietta Masina : Irene
- Arlette Poirier : Marcella Dupont
- Leopoldo Trieste : l'assassin
- Luigi Pavese : le chef de bureau
- Carlo Dapporto : l'avocat Tancredo Tancredi
- Ada Dondini : Tarquinia, la belle-sœur d'Arduino
- Ernesto Almirante : Cesare, le beau-frère d'Arduino
- Lidia Martora : Carmela, la femme d'Arduino
- Memmo Carotenuto : Bertuscelli, collègue de bureau d'Arduino
- Lamberto Maggiorani : le portier de Via Padova